# Młodzieżowe Drużynowe Mistrzostwa Polski na Żużlu 1991
Młodzieżowe Drużynowe Mistrzostwa Polski 1991 – zawody żużlowe, mające na celu wyłonienie medalistów młodzieżowych drużynowych mistrzostw Polski w sezonie 1991. Rozegrano eliminacje w czterech grupach oraz finał.

## Finał
- Grudziądz, 6 października 1991
- Sędzia: Roman Siwiak

| Msc |                                                                                       | Drużyna / Zawodnik                                        | Biegi                    | Punkty |
| --- | ------------------------------------------------------------------------------------- | --------------------------------------------------------- | ------------------------ | ------ |
| 1   |                                                                                       | Unia-Rolnicki Tarnów                                      | Unia-Rolnicki Tarnów     | 40     |
| 1   | Jacek Rempała Robert Kużdżał Piotr Leśniowski Grzegorz Rempała Mirosław Cierniak      | (3,3,2,2,3) (w,1,1,3,3) (3,0,3,1,3) (d,1,3,2,3) ns        | 13 8 10 9 –              |        |
| 2   |                                                                                       | GKM Grudziądz                                             | GKM Grudziądz            | 32     |
| 2   | Robert Kempiński Krzysztof Ulawski Grzegorz Wiśniewski Piotr Baron Piotr Markuszewski | (2,2,u,1,2) (d,–,–,2,2) (0,3,3,0,1) (2,3,3,3,2) (1,0)     | 7 4 7 13 1               |        |
| 3   |                                                                                       | Stal Gorzów Wielkopolski                                  | Stal Gorzów Wielkopolski | 26     |
| 3   | Piotr Paluch Marek Hućko Jarosław Łukaszewski Robert Flis Mariusz Staszewski          | (2,2,2,3,w) (0,–,–,–,–) (1,2,0,3,2) (2,0,1,1,1) (0,2,1,1) | 9 0 8 5 4                |        |
| 4   |                                                                                       | Motor Lublin                                              | Motor Lublin             | 20     |
| 4   | Robert Jucha Marek Muszyński Robert Birski Tomasz Pawelec Robert Szewczyk             | (1,2,2,0,0) (3,1,0,d,t) (3,0,u,0,0) (1,3,1,2,1) ns        | 5 4 3 8 –                |        |